# Кам'яна Яруга
Кам'яна́ Яру́га — село в Україні, у Чугуївському районі Харківської області. Входить до складу Чугуївської міської громади. Населення становить 2186 осіб.

## Опис
Село Кам'яна Яруга знаходиться біля витоків річки Студенок, нижче за течією на відстані 2 км розташоване село Чапаєвське (приєднане до села Кам'яна Яруга в 1997 році), за 5 км — село Василів Хутір. Поруч проходить автомобільна дорога М03.

## Історія
Село засноване в 1647 році.
За даними на 1864 рік у казеному селі Чугуївської волості Зміївського повіту, мешкало 1909 осіб (931 чоловічої статі та 978 — жіночої), налічувалось 319 дворових господарства, існували 2 православні церкви.
Станом на 1914 рік кількість мешканців села зросла до 3 713 осіб.
До 2020 року орган місцевого самоврядування — Кам'яноярузька сільська рада.

## Населення

### Мова
Розподіл населення за рідною мовою за даними перепису 2001 року:
| Мова       | Кількість | Відсоток |
| ---------- | --------- | -------- |
| російська  | 2019      | 92.36%   |
| українська | 164       | 7.50%    |
| вірменська | 1         | 0.14%    |
| Усього     | 2186      | 100%     |

## Економіка
- Молочно-товарна ферма.
- «НИВА», агрофірма, ТОВ.

## Об'єкти соціальної сфери
- Школа.
- Дитячий садок.

## Відомі люди
- Ачкасов Яків Михайлович (28.03(10.04) 1916 — 30.01.2004) — уродженець села, учасник Другої світової війни, пройшов шлях від солдата до лейтенанта, за особисту мужність і відвагу в боях з ворогом удостоєний звання Герой Радянського Союзу з врученням ордена Леніна та медалі Золота Зірка (17.10.1943), також нагороджений орденом Вітчизняної Війни І ст., орденом Червоної Зірки й кількома медалями. По закінченню війни жив у Чугуєві.
- Малявін Руслан Миколайович (1977—2022) — солдат Збройних сил України, учасник російсько-української війни.
- Мужицький Олександр Михайлович (1912—1982) — український радянський і компартійний діяч, депутат Верховної Ради СРСР 7—8-го скликань, депутат Верховної Ради УРСР 5—6-го скликань. Кандидат у члени ЦК КПРС в 1966—1976 роках. Член Ревізійної Комісії КПУ в 1952—1960 роках. Кандидат у члени ЦК КПУ в 1960—1961 роках. Член ЦК КПУ в 1961—1976 роках.